# Pringgodani
Pringgodani is een bestuurslaag in het regentschap Malang van de provincie Oost-Java, Indonesië. Pringgodani telt 7274 inwoners (volkstelling 2010).